# Montalvos
Montalvos – gmina w Hiszpanii, w prowincji Albacete, w Kastylii-La Mancha, o powierzchni 24,78 km². W 2011 roku gmina liczyła 124 mieszkańców.